# Alfred Neumann
Alfred Neumann (Lautenburg, 15 ottobre 1895 – Lugano, 3 ottobre 1952) è stato uno scrittore, drammaturgo e poeta tedesco.

## Biografia

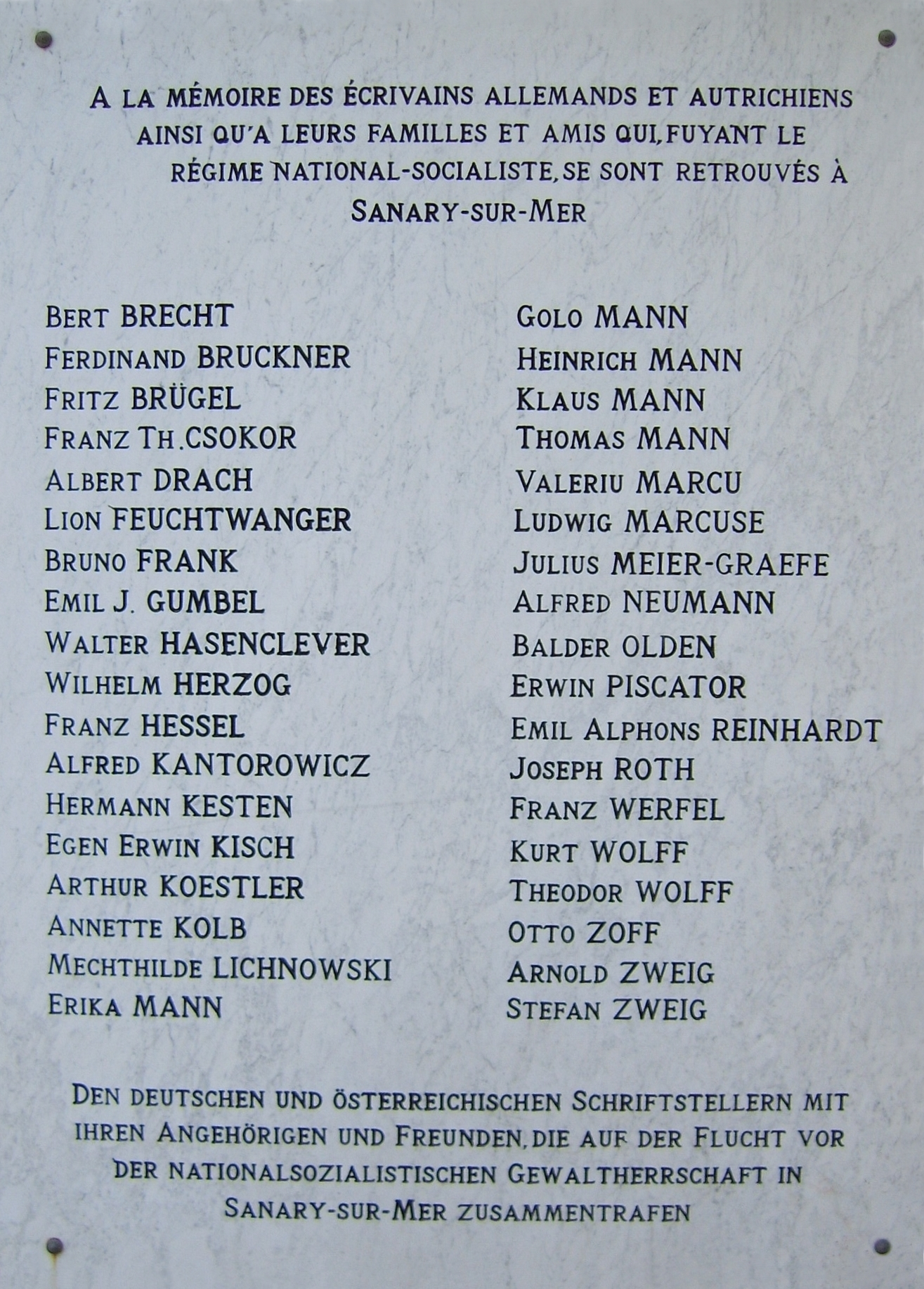
Targa commemorativa per i rifugiati tedeschi e austriaci presso l'Ufficio del Turismo di Sanary-sur-Mer, originariamente presentata il 18 settembre 1987

Dopo aver ottenuto la laurea a Monaco di Baviera, Alfred
Neumann si avvicinò alla letteratura lavorando come lettore per una casa editrice, prima di diventare drammaturgo e direttore artistico del Münchner Kammerspiele di Monaco e infine scrittore indipendente.
Neumann esordì con qualche raccolta poetica e con la novella Il maestro Taussig (Lehrer Taussig, 1924), intrisa di elementi espressionistici.
Soggiornò per molti anni a Fiesole, ancor prima di rifugiarvisi nel 1933, per sfuggire alla persecuzione nazista.
Di lì Neumann si trasferì nel 1938 a Nizza e poi ancora, nel 1941, in America, a Los Angeles, dove collaborò con il mondo del cinema.
Neumann tornò in Europa nel 1949.
Autore di liriche e di commedie, si affermò però soprattutto come abile romanziere, trovando una sua personale maniera nell'elaborare temi storici, ricostruendo momenti storici fondamentali, con una penetrazione psicologica e profonde ambientazioni.
La storia per Neumann gli consentì soprattutto di creare personaggi coloriti e drammatici, di cercare effetti intensi e contrastati ed esprimere il gusto per l'intrigo, di deformare la verità storica, impreziosendola e romanzandola. Non è facile riconoscere la Toscana del XIX secolo nei due romanzi Ribelli e Guerra, che raffigurano l'ambiente fiorentino del Risorgimento, nel periodo della restaurazione Granducale, dei primi moti liberali e delle congiure carbonare; i personaggi descritti non furono quelli storici e la descrizione della Carboneria fu del tutto romanzata ed evidenziò elementi operettistici.
Da ricordare, tra le sue opere più affermate, I fratelli (Die Brüder, 1924); Il patriota (Der Patriot, 1925), che affronta il tema dell'assassinio dello zar Paolo I di Russia, adattato con successo per il teatro nel 1927; Il diavolo (Der Teufel, 1926), un romanzo storico ambientato tra Fiandre e Francia nel XV secolo, incentrato su Luigi XI di Francia e sul suo consigliere, il barbiere di Gand, che ricevette il Premio Kleist ed ottenne grandi consensi; Ribelli (Rebellen, 1927); Guerra (1928),  ambientati in Italia;Lo specchio dei folli (Der Narrenspiegel, 1932), dedicato al duca di Liegnitz Enrico II, avventuroso gaudente del XVI secolo; la trilogia su Napoleone III di Francia, Nuovo Cesare (Neuer Cäsar, 1934), L'impero (Das Kaiserreich, 1935), Gli amici del popolo (Die Volksfreunde, 1941); Erano in sei (Es waren ihrer sechs, 1944), basato sulla ribellione degli studenti contro il regime nazista e sulla conseguente repressione.
Come drammaturgo, Neumann riscosse ottimi successi grazie agli adattamenti dei suoi romanzi, oltre che per le successive opere teatrali, come Maschera reale (Königsmaske, 1928); Casa Danieli (Haus Danieli, 1931); Abele (Abel, 1948), nelle quali confermò la sua bravura nel dipingere personaggi forti, con dialoghi brillanti e stilisticamente sostenuti.
Da giovane, Neumann si era dedicato alla traduzione di autori francesi, quali Molière, Alphonse de Lamartine, Alfred de Musset.

## Opere

### Narrativa
- I fratelli (Die Brüder, 1924);
- Il patriota (Der Patriot, 1925);
- Il diavolo (Der Teufel, 1926);
- Ribelli (Rebellen, 1927);
- Guerra (1928);
- Lo specchio dei folli (Der Narrenspiegel, 1932)
- Nuovo Cesare (Neuer Cäsar, 1934);
- L'impero (Das Kaiserreich, 1935);
- Gli amici del popolo (Die Volksfreunde, 1941);
- Erano in sei (Es waren ihrer sechs, 1944).

### Teatro
- Maschera reale (Königsmaske, 1928);
- Casa Danieli (Haus Danieli, 1931);
- Abele (Abel, 1948).